# Kloksignaal

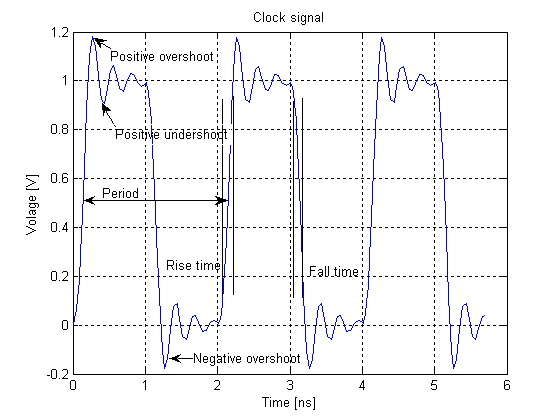
Kloksignaal en legenda

Een kloksignaal is een elektronisch signaal dat in digitale elektronische systemen wordt gebruikt om bewerkingen te synchroniseren. Het kloksignaal wordt gegenereerd door een elektronische oscillator die een klokgenerator wordt genoemd en bestaat uit een periodieke reeks pulsen (meestal blokgolven) die een vaste frequentie hebben. Elke opgaande of neergaande flank van dit signaal dient als trigger voor logische schakelingen of microprocessoren om een volgende stap uit te voeren.
In digitale systemen, zoals microcontrollers, processoren en geheugens, zorgt het kloksignaal ervoor dat verschillende onderdelen gelijktijdig en op gecoördineerde wijze opereren. De klok bepaalt het tempo (de snelheid) waarmee instructies worden uitgevoerd, data worden verplaatst en gebeurtenissen worden verwerkt.
Zonder een kloksignaal zouden digitale componenten niet weten wanneer ze hun data moeten lezen of schrijven, waardoor er fouten kunnen ontstaan.